# Неферкара VI Піопі-сенеб
Неферкара VI Піопі-сенеб — давньоєгипетський фараон з VIII династії.

## Життєпис
Фараон відомий тільки з Абідоського списку. Жодних пам'ятників його правління нині не знайдено. Навряд чи його правління перевищувало кілька років.